# Leucoraja garmani
Leucoraja garmani är en rockeart som först beskrevs av Gilbert Percy Whitley 1939.  Leucoraja garmani ingår i släktet Leucoraja och familjen egentliga rockor. IUCN kategoriserar arten globalt som livskraftig. Inga underarter finns listade i Catalogue of Life.